# Fluconazol
Fluconazol é um fármaco utilizado como antimicótico, pertencente a classe dos antifúngicos triazólicos. Pode ser administrado pela via oral, tópica e intravenosa, é um potente inibidor da síntese de esterol dos organismos suscetíveis. É um fármaco que deve ser evitado na gravidez e lactação por passar para o leite materno e a relação de efeito do medicamento não estar bem esclarecida em relação ao feto. É específico para enzimas relacionadas ao citocromo P450 dos fungos.

## Indicações
Fluconazol é indicado para uma série de infecções fúngicas como: candidíase vaginal, balanite por Candida e dermatomicoses, por exemplo as que ocorrem na unha, vulgarmente conhecidas como micoses como: Tinea pedis, Tinea corporis, Tinea cruris, Tinea unguium (onicomicoses) e infecções por fungos do gênero Candida.

## Reacções adversas
- Desconforto epigástrico.
- Diarreia.
- Náuseas

- Pode provocar erupções cutâneas e alteração das enzimas hepáticas, embora estas reacções sejam raras.

## Contra indicações e precauções
Pela falta de estudos relacionados a sua interferencia durante a gravidez e lactação, nesses casos somente é administrado a critério médico. Como todo medicamento, uma contra-indicação é a sensibilidade ao fármaco ou componentes de sua formulação.

## Interacções
- Varfarina – aumento do efeito anticoagulante.
- Cumarínicos em geral - aumento do efeito anticoagulante.
- Fenitoína.
- Terfenadina - risco de prolongar o intervalo QT e provocar arritmia por aumento da concentração no plasma desta substância.
- Astemizol – risco de prolongar o intervalo QT e provocar arritmia por aumento da concentração no plasma desta substância.

## Doses usuais
O uso de fluconazol varia bastante de acordo com a infecção fúngica a ser tratada, variando ainda as doses e intervalos de ingestão do medicamento, a qual pode variar de mais de uma vez ao dia até a doses únicas, ou doses semanais. A pessoa indicada a fazer este estudo e indicação da posologia é seu médico de confiança.

## Nomes comerciais
| Nome do medicamento | Países onde é comercializado |
| Candizol            | Brasil                       |
| Flucanol            | Brasil                       |
| Flucazol            | Brasil                       |
| Fluconal            | Brasil                       |
| Fluconazol          | Brasil, Portugal             |
| Fluconax            | Brasil                       |
| Fluconeo            | Brasil                       |
| Flucozen            | Brasil                       |
| Flunazol            | Brasil                       |
| Flutec              | Brasil                       |
| Glyfucan            | Brasil                       |
| Helmicin            | Brasil                       |
| Monipax             | Brasil                       |
| Pronazol            | Brasil                       |
| Riconazol           | Brasil                       |
| Triazol             | Brasil                       |
| Unizol              | Brasil                       |
| Zelix               | Brasil                       |
| Zolanix             | Brasil                       |
| Zolmic              | Brasil                       |
| Zolstatin           | Brasil                       |
| Zoltec              | Brasil                       |
| Zoltren             | Brasil                       |
| Azoflune            | Portugal                     |
| Diflucan            | Portugal                     |
| Fludocel            | Portugal                     |
| Reforce             | Portugal                     |
| Supremase           | Portugal                     |
| Flucanil            | Brasil                       |